# Суфражистка (фильм)
Суфражистка (англ. Suffragette) — британский фильм 2015 года режиссёра Сары Гаврон. Фильм вышел в ограниченный прокат в США 23 октября 2015 года. В Великобритании фильм вышел в прокат 30 октября.

## Сюжет
Фильм посвящён движению суфражисток, добивавшихся избирательного права для женщин, которое зародилось в Великобритании в конце XIX века.

## В ролях
- Кэри Маллиган — Мод Уоттс
- Хелена Бонэм Картер — Эдит Эллен
- Мерил Стрип — Эммелин Панкхёрст
- Натали Пресс — Эмили Дэвисон
- Энн-Мари Дафф — Вайолет Кембридж
- Брендан Глисон — инспектор Артур Стид
- Бен Уишоу — Сонни Уоттс
- Ромола Гарай — Элис Хогтон
- Сэмюэл Уэст — Бенедикт
- Адриан Шиллер — Дэвид Ллойд Джордж

## Производство
Съёмки фильма начались 24 февраля 2014 года в Лондоне.

## Восприятие
Фильм получил преимущественно положительные отзывы критиков. На сайте Rotten Tomatoes фильм получил рейтинг 72 % на основе 123 рецензий со средним баллом 6,7 из 10.